# Bruce Lipton
Bruce Harold Lipton (* 21. října 1944 Mount Kisco, New York, USA) je americký vývojový biolog, zabývající se vlivy vlastního myšlení na epigenetiku.

## Vzdělání a praxe
Bruce H. Lipton, Ph.D., vystudoval buněčnou biologii a působil jako pedagog na lékařské fakultě University of Wisconsin, později přednášel na Stanford University. Často vystupuje v televizních a rozhlasových pořadech a je účastníkem národních a mezinárodních konferencí. Je známý svou prací v oblasti epigenetiky a výzkumem možností ovlivňování genů a DNA prostřednictvím myšlení.

## Ocenění
- 2009 Goi Peace Award[2]

## Dílo
- Bruce H. Lipton: BIOLOGIE VÍRY, Anag 2019
- Bruce H. Lipton: LÍBÁNKOVÝ EFEKT, Anag, 2015
- Bruce H. Lipton: SPONTÁNNÍ EVOLUCE, Anag 2012